# Let It Be - Un giorno con i Beatles
Let It Be – Un giorno con i Beatles (nella versione originale, semplicemente Let It Be) è un film documentario che mette in scena l'ultimo concerto tenuto dai Beatles poco dopo il mezzogiorno del 30 gennaio 1969 sul tetto della Apple Records, al numero 3 di Savile Row, a Londra. Il titolo del film è tratto dall'omonima canzone del gruppo (l'album Let It Be contenente il brano venne pubblicato l'anno successivo). Il concerto durò circa una quarantina di minuti e la sua registrazione cinematografica integrale venne impiegata per realizzare il film.

## Storia

### Il concerto sul tetto della Apple

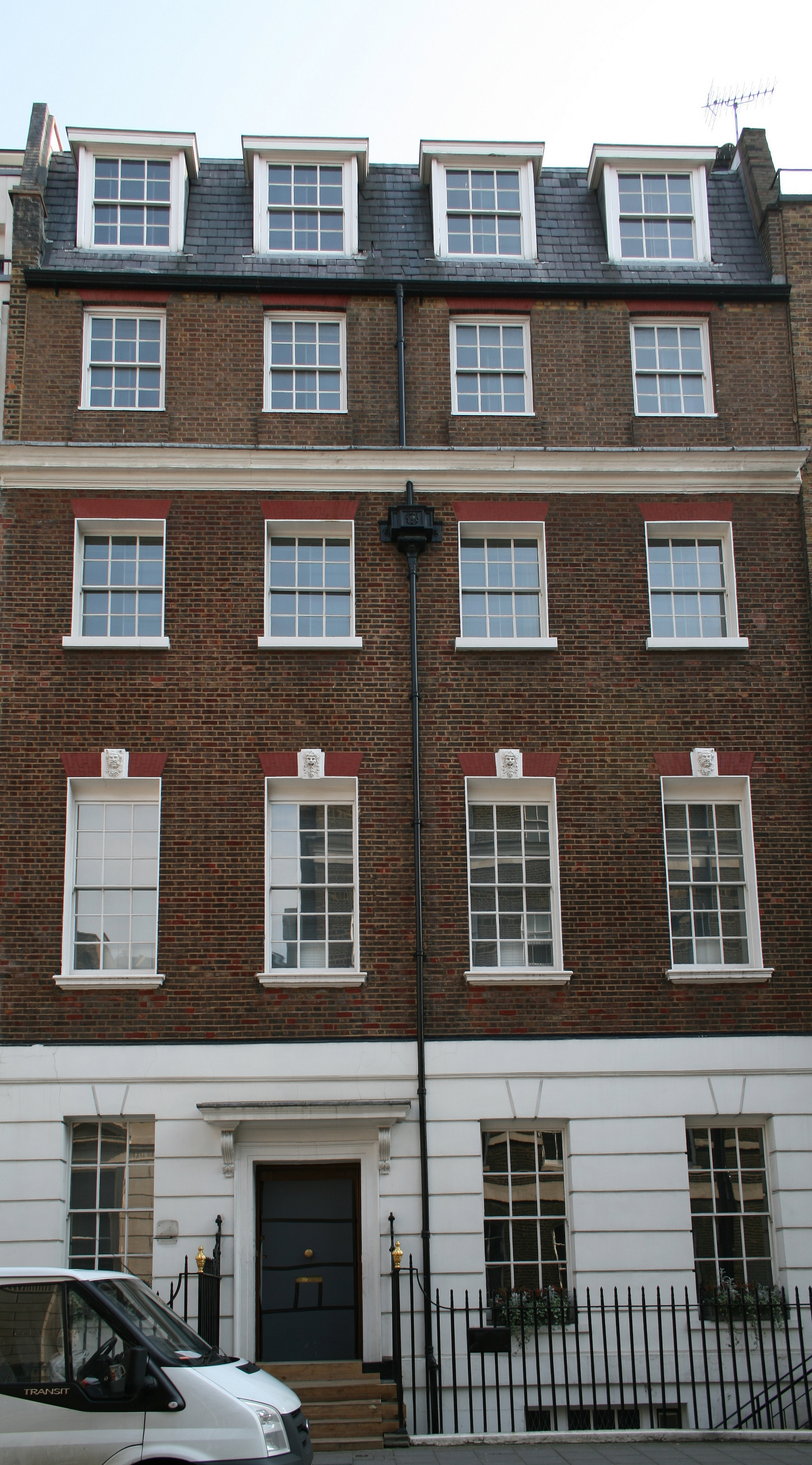
Il 3 di Savile Row a Westminster, Londra

L'esibizione fu l'ultimo concerto del gruppo: ad assistervi vi furono poche decine di persone, le quali, approfittando della pausa pranzo, lasciarono il posto di lavoro per salire sul tetto attirati dalla musica. Alla base dello stabile, intanto, andava radunandosi una folla di fan che in qualche modo era venuta a conoscenza dell'evento.
I Beatles avevano registrato da poco le ultime canzoni composte: Let it Be, The Long and Winding Road, For You Blue, I Me Mine, Get Back, I've Got a Feeling, Dig a Pony. Soltanto alcuni giorni prima, il 17 gennaio, era uscito il loro album Yellow Submarine.
Sul terrazzo della Apple tutto fu filmato, dai preparativi alle prove del suono, al concerto vero e proprio, fino all'epilogo; il concerto (quarantadue minuti circa di musica) venne interrotto dal sopraggiungere dei poliziotti londinesi chiamati a contenere gli schiamazzi provocati nella zona dai numerosi fan presenti lungo le vie di accesso a Savile Row.

#### Le canzoni
Alla fine, il materiale girato comprendeva l'esecuzione delle seguenti canzoni:
1. Get Back (come prova del suono, non verrà inclusa nel film)
2. Get Back
3. Don't Let Me Down
4. I've Got a Feeling
5. One After 909
6. Dig a Pony
7. I've Got a Feeling (versione differente, non inclusa nel film)
8. Don't Let Me Down (versione differente, non inclusa nel film)
9. Get Back

La riproposizione di quest'ultimo brano, un'ennesima reprise di Get Back, venne interrotta nella parte finale dall'arrivo della polizia, chiamata da alcuni inquilini dello stabile. Mal Evans, amico di gioventù, roadie e intimo collaboratore, inizia a confabulare con Harrison, che smette di suonare, mentre Lennon, dopo essersi interrotto, riprende a suonare. Paul Mccartney incita i compagni a continuare almeno il pezzo già in parte interrotto. 
Sul finire della canzone Lennon esclama: «Bene. Grazie a tutti da parte mia e del gruppo, e speriamo proprio di aver passato l'audizione!».

### Lo scioglimento del gruppo
Nello stesso anno 1969, il 20 marzo, John Lennon avrebbe poi sposato Yōko Ono e il 26 settembre sarebbe uscito Abbey Road, l'ultimo album inciso dai Beatles (fatta eccezione per Let it Be, appunto, registrato prima ma diffuso successivamente nel 1970, l'anno del definitivo scioglimento).

## Brani presenti nel film
L'album Let It Be contiene molte delle canzoni che sono presenti anche nel film, ma in molti casi sono differenti. Il film contiene alcuni brani non all'interno dell'album.
Tutti i brani seguenti sono in ordine di apparizione nel film.
- Paul's Piano Intro (Lennon, McCartney)
  - basato sull'Adagio for Strings (Samuel Barber), e intitolato Paul's Piano Piece in Let It Be... Naked
- Don't Let Me Down (Lennon, McCartney)
- Maxwell's Silver Hammer (Lennon, McCartney)
- Two of Us (Lennon, McCartney)
- I've Got a Feeling (Lennon, McCartney)
- Oh! Darling (Lennon, McCartney)
- One After 909 (Lennon, McCartney)
- Jazz Piano Song (McCartney, Starkey)
- Across the Universe (Lennon, McCartney)
- Dig a Pony (Lennon, McCartney)
- Suzy Parker (Lennon, McCartney, Harrison, Starkey)
- I Me Mine (Harrison)
- For You Blue (Harrison)
- Bésame mucho (Consuelo Velázquez, Sunny Skylar)
- Octopus's Garden (Starkey)
- You've Really Got a Hold on Me (Smokey Robinson)
- The Long and Winding Road (Lennon, McCartney)
- Medley:
  - Rip It Up (Robert Blackwell, John Marascalco)
  - Shake Rattle and Roll (Jesse Stone, sotto il suo nome Charles E. Calhoun)
- Medley:
  - Kansas City (Jerry Leiber, Mike Stoller)
  - Miss Ann (Richard Penniman, Enotris Johnson)
  - Lawdy Miss Clawdy (Lloyd Price)
- Dig It (Lennon, McCartney, Harrison, Starkey)
- Let It Be (Lennon, McCartney)
- Get Back (Lennon, McCartney)

## Critica
Secondo il critico cinematografico Luigi Saitta:

## Riconoscimenti
- 1971 - Premio Oscar
  - Oscar alla migliore colonna sonora (adattamento con canzoni originali) (The Beatles)
- 1971 - Premio Grammy
  - Miglior colonna sonora (The Beatles)

## Formazione
The Beatles
- George Harrison - chitarra solista, armonie vocali, voce; chitarra acustica in For You Blue, cori in Let It Be
- John Lennon - voce, chitarra ritmica, armonie vocali; chitarra acustica in Two of Us, chitarra solista in Get Back, cori e basso in Let It Be
- Paul McCartney - voce, basso, pianoforte, armonie vocali; chitarra acustica in Two of Us
- Ringo Starr - batteria, percussioni; pianoforte in Jazz Piano Song, voce in Octopus's Garden

Altri musicisti
- Billy Preston - piano elettrico

## Edizioni video
Il film venne pubblicato in due edizioni ufficiali: la prima nel 1981 in Gran Bretagna dalla Magnet Video su VHS, la seconda nel 1982 negli Stati Uniti dalla RCA Video sul fallimentare supporto Videodisco (che non è il LaserDisc). I due supporti vennero rapidamente ritirati dal commercio. Da allora non c'è più stata un'edizione ufficiale.
Dall'8 maggio 2024 è disponibile in versione restaurata da Peter Jackson su Disney+.